# Falgarita
La falgarita és un mineral de la classe dels sulfats. Rep el nom de Falgar, un antic nom sogdià d'una zona de la capçalera del riu Zeravshan.

## Característiques
La falgarita és un sulfat de fórmula química K₄(VO)₃(SO₄)₅. Va ser aprovada com a espècie vàlida per l'Associació Mineralògica Internacional l'any 2018, sent publicada per primera vegada el 2020. Cristal·litza en el sistema monoclínic. La seva duresa a l'escala de Mohs es troba entre 2 i 3. És el primer sulfat vanadil de potassi natural conegut.
L'exemplar que va servir per a determinar l'espècie, el que es coneix com a material tipus, es troba conservat a les col·leccions del Museu Mineralògic Fersmann, de l'Acadèmia de Ciències de Rússia, a Moscou (Rússia), amb el número de registre: 5234/1.

## Formació i jaciments
Va ser descoberta a l'àrea de Kukhi-Malik, a la serralada Zeravshan (Província de Sughd, Tadjikistan), on es troba en forma de petits cristalls aïllats, isomètrics o pseudooctaèdrics, de color turquesa i d'entre 10 i 60 micres, com a agregats esfèrics de fins a 0,5 mm de diàmetre i creixent sobre crostes blanques de sulfat. Es troba associada a molibdita, barita i anhidrita.